# Sa jeunesse... entre ses mains
Sa jeunesse... entre ses mains est une chanson écrite et composée par Charles Aznavour. 

## Thème
À travers le regard d'un homme d'âge mûr quelque peu désabusé, qui se remémore avec nostalgie la période de sa jeunesse, il invite indirectement, les jeunes, à profiter intensément de cette brève période de leur vie, faite d'insouciance, de premiers émois amoureux, de perspectives d'un avenir radieux, qui passe plus vite qu'ils ne se l'imaginent, pour éviter plus tard d'avoir des regrets. Car avec le temps qui passe, la jeunesse derrière eux, ils ne pourront pas revivre ce qu'ils n'ont pas vécu. 

## Histoire de la chanson
Charles Aznavour enregistre Sa jeunesse... entre ses mains à l'automne 1956 avec l'orchestre de Jo Moutet. Il l'écrit quelques années avant de l'enregistrer, alors qu'il était déjà prêt. Après être sortie sur 45 tours en 1956, elle figure sur son 4e album Bravos du music-hall à Charles Aznavour en 1957. En 1963, pour son album Qui ?, Charles Aznavour l'enregistre à nouveau avec l'orchestre de Paul Mauriat. Elle est incluse ensuite dans de nombreuses compilations.  
Cette chanson prend une place particulièrement importante dans son répertoire. En 2005, lorsque le pianiste Alain Morisod, lui demande de quelle chanson il souhaiterait que les gens se souviennent parmi celles qu'il a écrites, il déclare : « C'est un choix public en fait, mais celle que je préférerais, ce serait Sa jeunesse... entre ses mains. C'est une des premières que j'ai écrites, d'ailleurs je l'ai écrite quand j'étais très jeune, puisqu'on pensait que c'était mon père qui l'avait faite. Les gens ne pensaient pas que quelqu'un de mon âge, j'avais 18-20 ans quand j'ai écrit cette chanson, pouvait écrire ce genre de chanson. » Il confirme à nouveau son choix en 2007, quand on lui demande qu'elle est, dans son répertoire, la chanson parfaite, il répond « Sa jeunesse, Hier encore, Non, je n'ai rien oublié ».   
En 2018, quand on le questionne sur ce qu'il lit en ce moment, il confie « j’étudie les synonymes italiens. Car j’ai traduit une de mes chansons en italien (Sa jeunesse...) après avoir refusé cinq traductions qui ne me convenaient pas ».

## Reprise
- Les Compagnons de la chanson en 1957
- Aznavour, sa jeunesse, (2014), interprétée par la « jeune génération ».